# 八氯丙烷
八氯丙烷（或称为全氯丙烷）是一种有机氯化合物，分子式C
3Cl
8，结构简式Cl
3C–CCl
2–CCl
3，常温常压下为白色固体，最初在1875年合成。